# Автошлях Т 2537
Автошля́х Т 2537 — автомобільний шлях територіального значення у Чернігівській області. Пролягає територією Ріпкинського району через Ріпки — Убіжичі — Петруші — Любеч. Загальна довжина — 32,3 км. Відповідно до постанови Кабінету Міністрів України від 30 січня 2019 року шлях був скасований, він увійшов до складу новоутвореного шляху регіонального значення Р83.

## Маршрут
Автошлях проходить через такі населені пункти:
| Автошлях Т 2512      |        |
| Чернігівська область |        |
| Ріпкинський район    |        |
| Ріпки                | E95М01 |
| Даничі               |        |
| Присторонь           |        |
| Убіжичі              |        |
| Петруші              |        |
| Петрики              |        |
| Маньки               |        |
| Малинівка            |        |
| Любеч                | Т 2506 |